# آلل ثابت

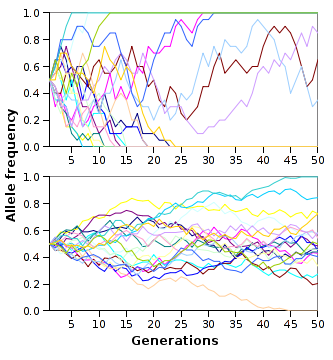
این تصویر نشان می‌دهد که اگرچه نسل‌های متوالی نوسان تصادفی آلل یا رانش ژنتیکی می‌تواند سبب تثبیت یا از بین رفتن برخی از آلل‌های درون یک جمعیت شود.

در ژنتیک جمعیت، یک آلل ثابت (به انگلیسی: Fixed allele) آللی است که تنها گونه‌ای است که برای آن ژن در یک جمعیت وجود دارد. یک آلل ثابت برای همه اعضای جمعیت هموزیگوت است. فرآیندی که در آن آلل‌ها ثابت می‌شوند، تثبیت نامیده می‌شود.

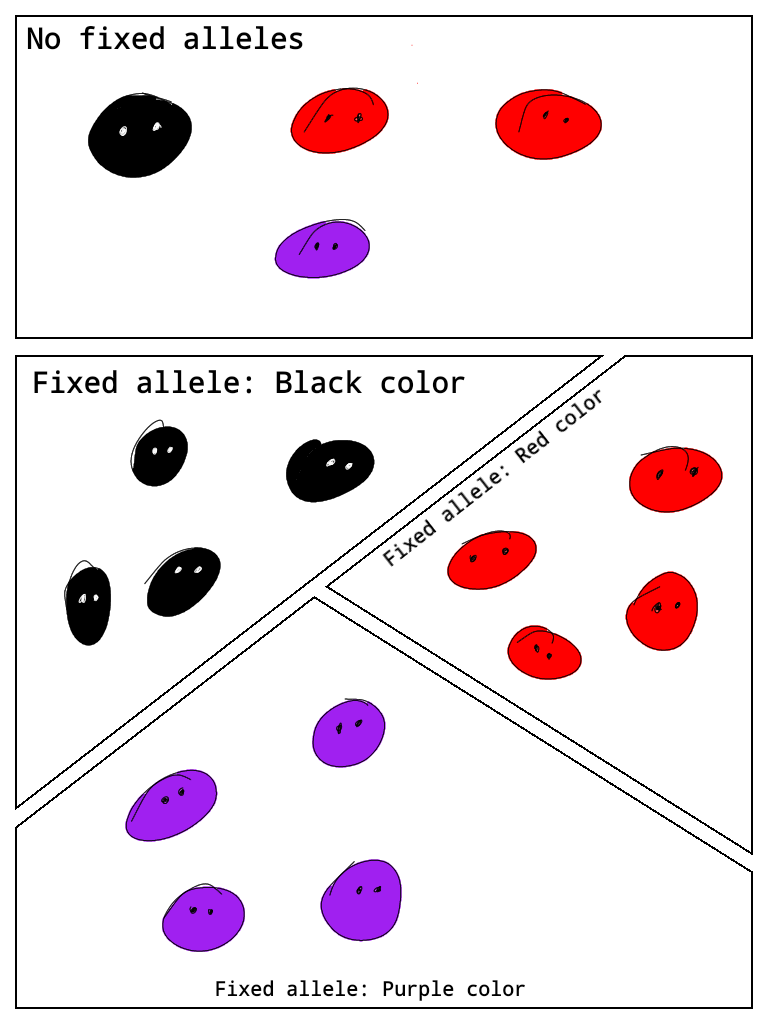
برای این گونه فرضی، جمعیت در بالاترین قاب هیچ آلل ثابتی برای «رنگ» نشان نمی‌دهد. در مقابل، جمعیت‌هایی که در قاب‌های اخیر نشان داده شده‌اند، به ترتیب آلل‌های ثابتی را برای سیاه، قرمز و بنفش «رنگ» نشان می‌دهند.

جمعیتی از گونه‌های فرضی را می‌توان برای مثال مفهوم آلل‌های ثابت تصور کرد. اگر یک آلل در جمعیت ثابت شود، آنگاه همه جانداران می‌توانند تنها آن آلل را برای ژن مورد نظر داشته باشند. فرض کنید که ژنوتیپ مستقیماً با فنوتیپ رنگ بدن مطابقت دارد، آنگاه همه جانداران جمعیت یک رنگ بدن را نشان خواهند داد.